# Paradoxophthirus emarginata
Paradoxophthirus emarginata är en insektsart som först beskrevs av Ferris 1922.  Paradoxophthirus emarginata ingår i släktet Paradoxophthirus och familjen gnagarlöss. Inga underarter finns listade i Catalogue of Life.